# Aconitum forrestii
Aconitum forrestii är en ranunkelväxtart som beskrevs av Otto Stapf. Aconitum forrestii ingår i släktet stormhattar, och familjen ranunkelväxter. Utöver nominatformen finns också underarten A. f. albovillosum.